# Manota perlobata
Manota perlobata är en tvåvingeart som beskrevs av Heikki Hippa 2007. Manota perlobata ingår i släktet Manota och familjen svampmyggor. Inga underarter finns listade i Catalogue of Life.